# Йилан-Караул
Йилан-Караул (каз. Жыланқарауыл) — средневековое городище на территории Сузакского района Туркестанской области Казахстана.

## Варианты наименования
В литературе также встречается наименование Культобе (каз. Күлтөбе).
Наименование Йилан-Караул в русскоязычных источниках может транскрибироваться как Жыланкарауыл, Жылан Карауыл или Жылан Караул.

## Краткая история
Укрепление Йилан-Караул упоминается в исторических источниках XV—XVIII веков. По имеющимся сведениям, в 1582 году в ходе конфликта казахов с Бухарским ханством крепость была разрушена войском Шейбанидов под командованием Ибадулла-султана. Однако окончательно город был покинут только в XVIII веке.
К настоящему времени раскопаны две улицы в северо-западной части городища. Площадь исследованной территории составляет около 2000 м².

## Описание
Городище располагается на невысоком холме. Форма холма в плане — овал размерами 180×135 м, высота — 3-6 м.
По краям городища прослеживается каменная стена шириной около 1 м, к которой примыкают жилые постройки. Вокруг центральных развалин располагаются отдельные усадьбы и постройки. Здания сооружались из камня и кирпича-сырца.
Жилые дома располагались вдоль улиц, выходя на них глухими фасадами. Количество комнат в домах варьируется от одной до четырёх. Интерьер жилых помещений выполнен однотипно. Бо́льшую их часть занимает суфа — небольшое возвышение, в которое углублён тандыр. Тандыры снабжены коротким дымоходом, проложенным под суфой и соединённым с вертикальным колодцем-дымоходом в стене. В хозяйственных помещениях устраивались закрома для продуктов. В каждом доме имелась комната для омовения, что указывает на развитость исламской культуры.
В ходе раскопок собрана большая коллекция керамики, изделий из кости и камня. На глиняной посуде изображены родовые тамги. Предметы домашней утвари схожи с предметами, обнаруженными в городах Туркестан, Отрар, Сузак, что свидетельствует о культурных и торговых связях Йилан-Караула с этими городами.